# Fernando Garibay
Fernando Garibay (nacido el 27 de diciembre de 1982) es un Polímata, productor de música, empresario, autor, orador principal y académico estadounidense.

## Carrera
Fernando Garibay fue el director musical del Born This Way Ball de Lady Gaga y el productor de su álbum Born This Way. Fernando Garibay ha producido y escrito para artistas como Lady Gaga, Nicki Minaj U2, Sia, Whitney Houston, Britney Spears, Shakira, Bruno Mars, Kylie Minogue, Enrique Iglesias, The Pussycat Dolls, Snoop Dogg, Paris Hilton, Ellie Goulding, JJ Lin, Giorgio Moroder, Shaggy, Sting, Wiz Khalifa y Lizzo. Garibay también es acreditado por catalizar e inspirar múltiples géneros musicales, incluyendo la música pop latina y la música electrónica de baile.
Ha sido nominado a varios premios Grammy y ha ayudado a escribir y producir varios discos, incluyendo cinco números uno en los Estados Unidos y varios éxitos en el top 10 de la lista de baile de Billboard.
Garibay fue el productor de la grabación ganadora del premio Grammy The Fame Monster de Lady Gaga, que ganó el premio al "Mejor Álbum Vocal Pop" en la 53ª edición de los premios Grammy en 2010.
Garibay trabajó como ejecutivo, productor y artista en Interscope Records. Es el fundador y presidente del Instituto Garibay para el Poder Suave y la Diplomacia Pública. Fernando Garibay también es el fundador de Paradise/Interscope. Garibay es profesor visitante en la Universidad de Harvard, la Escuela de Negocios de Harvard, la Escuela de Medicina de Harvard, MIT, la Universidad de Stanford, y la California Western School of Law. Fernando es reconocido como colaborador del Foro Económico Mundial/YGL y la Organización Intergubernamental de las Naciones Unidas.

## Producción y Composición

### 1998
- Ana García "For You"
- Ana García "Disco Floor"
- Ana García "Just Can't Help"
- Ana García "Groove On"
- Ana García "Keep On Movin'"
- Ana García "Shake Your Body"
- Ana García "Party People"
- DJ Fernando Oz "Out Of Love"
- Transister "Dizzy Moon"
- Space Monkeys "Acid House Killed Rock And Roll"

### 1999
- Enrique Iglesias "Bailamos"
- Enrique Iglesias "Rhythm Divine"

### 2000
- Enrique Iglesias "Be With You"
- Ricky Martin "Shake your Bon-Bon"

### 2001
- Enrique Iglesias "Don't Turn Off the Lights"
- Enrique Iglesias "Escape"
- Valeria "Ooh La La" Valeria

### 2002
- Enrique Iglesias "Mentiroso"
- Enrique Iglesias "Love To See You Cry"
- Patricia Manterola "Que Ritmo No Pare"
- Patricia Manterola "The Rhythm"
- Patricia Manterola "Ojos Negros"
- Patricia Manterola "Magic Eyes"

### 2003
- Enrique Iglesias "Say It"
- Enrique Iglesias "Not in Love"
- Enrique Iglesias "Addicted"
- Sting "Stolen Car"

### 2004
- Ashlee Simpson "La La (Fernando Garibay Remix)"
- The Corrs "Summer Sunshine (Extended Mix)"

### 2005
- Elkland "Apart"

### 2006
- Jzabehl "Naughty Boys" featuring Alexis y Fido
- Jzabehl "It's All About Me"
- Jzabehl "Throw Your Hands Up"
- Jzabehl "It's Not Over" featuring Mr. Phillip
- Jzabehl "O' I Know"
- Jzabehl "Open My Eyes"
- Mario Vazquez "Don't Lie"
- Paris Hilton "Stars Are Blind"

### 2007
- Valeria "Girl I Told Ya"
- Jordin Sparks "Save Me"
- will.i.am "One More Chance"
- will.i.am featuring Snoop Dogg "The Donque Song"

### 2008
- Britney Spears "Quicksand"
- Britney Spears "Amnesia"
- New Kids on the Block "Don't Cry"
- Nikki Flores "Could You Ever"
- Lady Gaga "Text You Pictures" (Unreleased song, intended for The Pussycat Dolls)

### 2009
- The D.E.Y "Taken"
- The Pussycat Dolls "Bottle Pop"
- Enrique Iglesias "Away"
- Lady Gaga "Dance in the Dark"
- The Paradiso Girls "Who's My B...."
- The Paradiso Girls "My Dj"
- The Paradiso Girls "Down"
- The Paradiso Girls "Unpredictable"
- The Paradiso Girls "Prima Donna"
- The Paradiso Girls "Just Friends"
- Sean Kingston "My Girlfriend"
- Whitney Houston "Nothin' But Love"
- Sugababes "Wait For You"
- Sugababes "Wear My Kiss"
- Cassie "Sell It" featuring Diddy
- Enrique Iglesias "Tu Y Yo"

### 2010
- Starshell "SuperLuva"
- Natalia Kills "Love Is A Suicide"
- Natalia Kills "Broke"
- Natalia Kills "Cold"
- Far East Movement "Fighting For Air"
- Lady Gaga "Alejandro" (American Idol Version)

### 2011
- Born This Way — Lady Gaga
  - "Americano"
  - "Bad Kids"
  - "Bloody Mary"
  - "Born This Way"
  - "Born This Way (The Country Road Version)"
  - "The Edge of Glory"
  - "Fashion of His Love"
  - "Fashion of His Love (Fernando Garibay Remix)"
  - "Government Hooker"
  - "Heavy Metal Lover"
  - "Highway Unicorn (Road To Love)"
  - "Marry the Night"
  - "The Queen"

### 2012
- Pink Friday: Roman Reloaded — Nicki Minaj
  - "Come on a Cone"
  - "I Am Your Leader"
- 200 km/h in the Wrong Lane — t.A.T.u.
  - "All The Things She Said (Fernando Garibay Remix)"

### 2013
- Sean Paul "Legacy"
- Colette Carr "Never Gonna Happen"
- Prince Royce "Kiss Kiss"

### 2014
- Shakira. — Shakira
  - "Chasing Shadows"
- Kylie and Garibay - Sleepwalker EP
  - "Glow"
  - "Wait"
  - "Break This Heartbreak"
  - "Chasing Ghosts"
- Lea Michelle "On My Way"

### 2015
- Kylie and Garibay - Kylie and Garibay EP
  - "Black and White" (featuring Shaggy)
  - "If I Can't Have You" (featuring Sam Sparro)
  - "Your Body" (featuring Giorgio Moroder)

### 2016
- Alan Cumming "Someone Like The Edge Of Firework"

### 2017
- Armin van Buuren and Garibay — Single
  - "I Need You (featuring Olaf Blackwood)"

### 2018
- Big Freedia "Karaoke" (featuring Lizzo)
- Justin Jesso "My Body"
- "Last Summer" (with Andrew Rayel featuring Jake Torrey)
- Benjamin Ingrosso
  - "No Sleep"
  - "Love Songs"
- Poppy
  - "Immature Couture"
  - "Hard Feelings"
  - "Iconic"
- Poppy + Garibay
  - "Aristocrat"
  - "Blush" (unreleased)
- Far East Movement
  - "Save The Night ft. Shaggy"
  - "Let The Future In"
- Crush
  - "Lay Your Head On Me"
- Sia "Blinded By Love"
- Sia "Hologram"

### 2019
- Tiffany Young
  - "Born Again"
  - "Magnetic Moon"
  - "Run For Your Life"
- Heart Full Of Rage - Tyla Yaweh
  - "High Right Now"
  - "Who Shot Johnny?"
  - "Wraith Skating featuring PNB Rock"
  - "Chiquita"
- Armin van Buuren and Garibay "Phone Down"
- Justin Jesso and Seeb "Bigger Than"
- Steve Aoki ft. Sting and Shaed "2 In A Million"

### 2021
- JJ Lin
  - "Not Tonight"
  - "While I Can"
  - "Like You Do"
  - "All In Your Mind"

### 2023
- Justin Jesso
  - "Sound Of Freedom" (From the Motion Picture 'Sound of Freedom')
  - "More Hope Than Ever" (From the Motion Picture 'After Death')

### 2024
- Kat Von D - My Side Of The Mountain
  - "Illusion"
  - "Vampire Love"
  - "Dead"
  - "H.A.T.E."
  - "Don't Go"
  - "Truth In Reverse"
  - "With You"

- Alok - The Future Is Ancestral
  - “Sina Vaishu”
  - “Sina Vaishu” (Remix)
  - “Pedju Kunumigwe”
  - “Canto Do Vento”
  - “Yube Mana Ibubu”
  - “Manifesto O Futuro É Ancestral”
  - “Rap Nativo”
  - “Jaraha”
  - “Sangue Indígena”
- Micah
  - "Call Me"